# Help Me (Sonny-Boy-Williamson-II.-Lied)
Help Me ist ein Bluesstandard, geschrieben von Sonny Boy Williamson II., Willie Dixon und Ralph Bass, der 1963 von Sonny Boy Williamson auf Chess, beziehungsweise ihrem Sublabel Checker (Katalognummer 1036), veröffentlicht wurde. Der Song basiert auf dem Instrumentalhit Green Onions von Booker T. & the M.G.’s. Auf der B-Seite der Single befindet sich das Stück Bye Bye Bird. Produziert wurde der Song von Willie Dixon.
Help Me erreichte Platz 24 in den Billboard-Rhythm-and-Blues-Charts. Auch in Großbritannien wurde der Song ein Hit. Als besondere Auszeichnung wurde der Song in die Blues Hall of Fame (Kategorie:Klassische Bluesaufnahmen) aufgenommen.
Es gibt zahlreiche Coverversionen des Stücks, darunter von Joan Osborne, Junior Wells, Canned Heat, Ten Years After, George „Harmonica“ Smith, Luther Allison, Van Morrison, The James Cotton Band, Sugar Blue, Peter Green Splinter Group, Billy Branch & Lurrie Bell and the Sons of Blues, Jimmy Witherspoon, John Mayall & the Bluesbreakers und Johnny Winter.
Neben den zahlreichen Coverversionen findet man den Help Me auf vielen Kompilationsalben, beispielsweise auf His Best, das von MCA/Chess zur Feier des 50-jährigen Gründungsjubiläums des Labels veröffentlicht wurde.